# Yokosuka B4Y
El Yokosuka B4Y (Avión de Ataque Embarcado Tipo 96 de la Armada) fue un torpedero y bombardero en picado empleado por el Servicio Aéreo de la Armada Imperial Japonesa desde 1936 hasta 1943. El B4Y reemplazó al Mitsubishi B2M2 y fue el último bombardero biplano empleado por la Armada Imperial Japonesa. Su nombre clave Aliado era "Jean".

## Diseño y desarrollo
En 1932, la Armada Imperial Japonesa emitió una solicitud para un nuevo avión de ataque embarcado. Las compañías Aichi, Mitsubishi y Nakajima respondieron a la solicitud, construyendo un prototipo cada una. Ninguno de estos aviones fue considerado satisfactorio, por lo que la Armada emitió una nueva solicitud en 1934, 9-Shi, para un avión más capaz que reemplace al obsoleto Yokosuka B3Y.

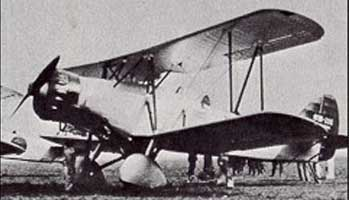
Un Yokosuka B4Y en tierra.

El Yokosuka B4Y fue diseñado por Sanae Kawasaki en el Primer Arsenal Naval de Técnica Aérea de Yokosuka. Considerado apenas como un modelo interino, la Armada deseaba un torpedero que ofreciese un desempeño comparable al caza monoplano Mitsubishi A5M. El resultado fue un biplano con tren de aterrizaje fijo y una estructura metálica cubierta con metal o tela. Para apresurar el desarrollo y la producción, el Yokosuka B4Y utilizó las alas del Kawanishi E7K. El Yokosuka B4Y también fue el primer avión de ataque embarcado en emplear un motor enfriado por aire, ya que el prototipo equipado con el motor radial Nakajima Hikari 2 tuvo un mejor desempeño que sus contrincantes.
La tripulación de 3 ocupaba dos cabinas. El piloto iba en la cabina abierta frontal y los otros dos tripulantes (navegante y operador de radio/artillero), en la cabina cerrada posterior.

## Historial operativo

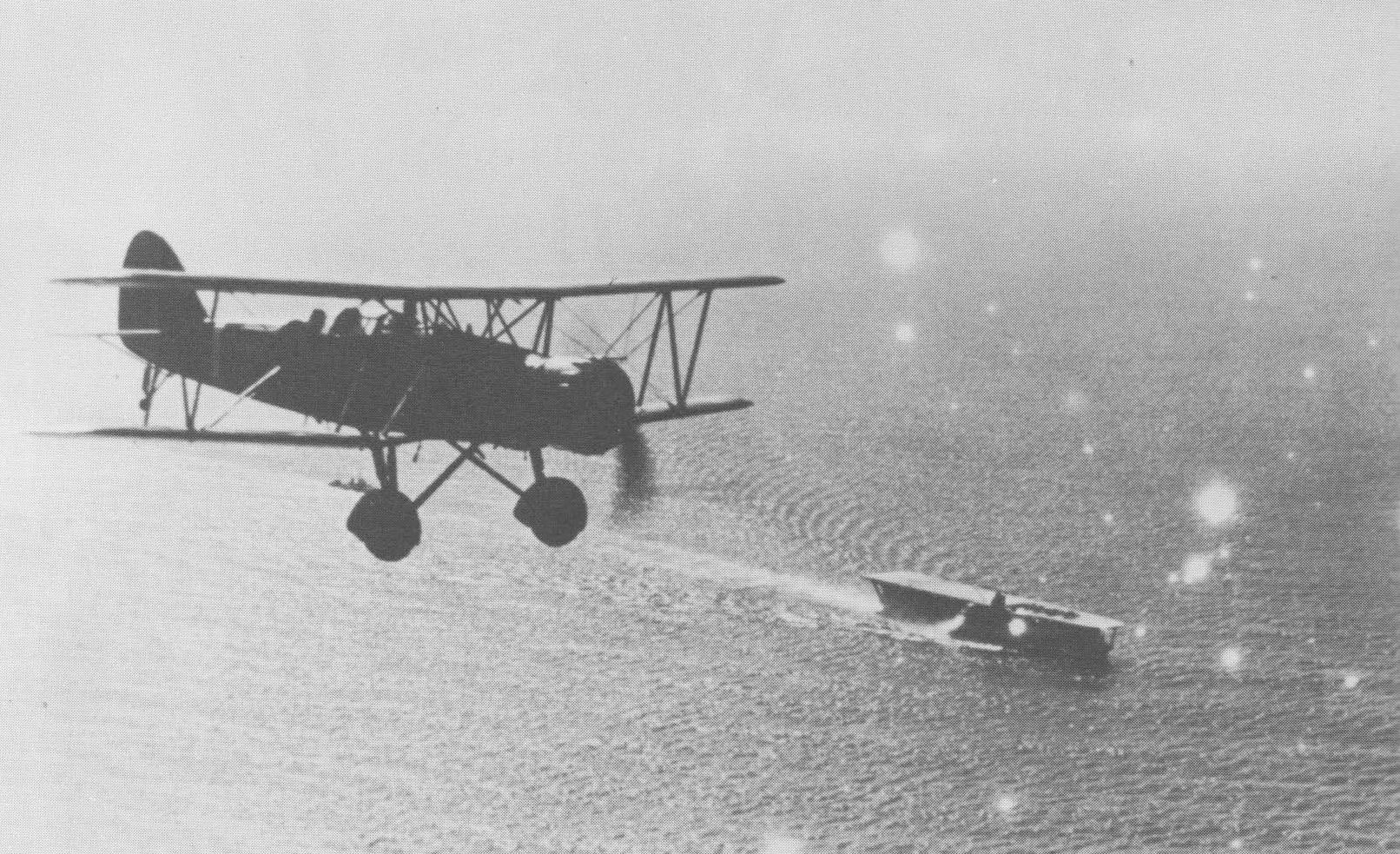
Un Tipo 96 sobrevuela el portaaviones Kaga en las cercanías de China, en 1937 o 1938

El 12 de diciembre de 1937, 3 Yokosuka B4Y estuvieron involucrados en el ataque al cañonero fluvial estadounidense USS Panay anclado en el río Yangtsé, a las afueras de Nankín (incidente del USS Panay).
Aunque principalmente empleado como avión embarcado, el Yokosuka B4Y también fue empleado desde bases terrestres ocasionalmente. En 1940, el Nakajima B5N reemplazó al Yokosuka B4Y como el principal avión de ataque embarcado, aunque el segundo continuó en servicio como un entrenador avanzado y voló desde los portaaviones Hōshō y Unyō hasta 1943.
Antes de su reemplazo, el Yokosuka B4Y voló durante la segunda guerra sino-japonesa y durante junio de 1942 sirvió en la Batalla de Midway, donde ocho de estos aviones operaron desde el Hōshō. Uno de los aviones del Hōshō fue el que fotografió al Hiryū en llamas, el 5 de junio de 1942.

## Variantes
- Primer prototipo: Equipado con un motor Hiro Tipo 91, de 12 cilindros enfriado por agua y 750 HP (559 kW) impulsando una hélice bipala.
- Segundo y tercer prototipo: Equipados con un motor radial Nakajima Kotobuki-3 de 9 cilindros enfriado por aire y 640 HP (477 kW) impulsando una hélice bipala.
- Cuarto y quinto prototipo, y aviones de serie: Equipados con un motor radial Nakajima Hikari-2 , de 9 cilindros enfriado por aire y 840 HP (626 kW), impulsando una hélice bipala.

## Producción
- Primer Arsenal Naval de Técnica Aérea, Yokosuka: 5
- Compañía Aeronáutica Nakajima: 37 aviones de serie (1937-1938)
- Industrias Pesadas Mitsubishi, Nagoya: 135 aviones de serie (1937-1938)
- 11º Arsenal Aéreo Naval, Hiro: 28 aviones de serie (1938)
- Total: 205 aviones.[4]

## Usuarios
- Servicio Aéreo de la Armada Imperial Japonesa

El Yokosuka B4Y operó desde los portaviones Akagi, Hōshō, Kaga, Ryūjō, Sōryū y Unyō, así como en los 13º y 15º Kōkūtai (Grupos Aéreos).

## Especificaciones
Referencia datos: Japanese Aircraft of the Pacific War

### Características generales
- Tripulación: 3 (piloto, navegante, operador de radio/artillero)
- Longitud: 10,15 m
- Envergadura: 15 m
- Altura: 4,36 m
- Superficie alar: 50 m²
- Peso vacío: 2.000 kg
- Peso cargado: 3.600 kg
- Planta motriz: 1× Nakajima Hikari 2, radial de 9 cilndros.
  - Potencia: 840 HP (626 kW); 700 HP (522 kW) a 1.200 m

### Rendimiento
- Velocidad máxima operativa (Vno): 278 km/h
- Alcance: 1.575 km
- Techo de vuelo: 6.000 m
- Carga alar: 72 kg/m²

### Armamento
- Armas de proyectiles: 1 ametralladora Tipo 92 de 7,70 mm, montada sobre afuste flexible en la parte posterior de la cabina
- Bombas: un torpedo de 800 kg, o 500 kg de bombas